# Lane Boy
«Lane Boy» es una canción escrita y grabada por el dúo musical estadounidense Twenty One Pilots, para su cuarto álbum de estudio Blurryface. "Lane Boy" fue subida a YouTube el 4 de mayo de 2015. Fue lanzada como sencillo ese mismo día a través de Google Play Store. Su video musical fue estrenado el 20 de julio de 2015.